# Постум

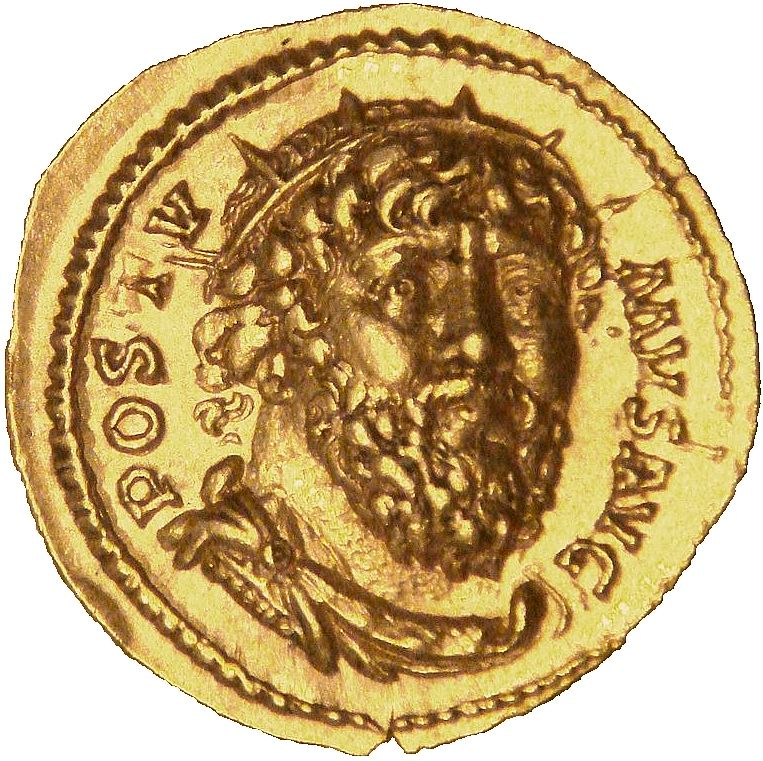
Ауреус, карбований Постумом, з його портетом анфас

Марк Кассіаній Латиній Постум (лат. Marcus Cassianius Latinus Postumus) — засновник і перший правитель Галльскої імперії — державного утворення, яке існувало на заході Римської імперії у III столітті. Був одним з узурпаторів, які претендували на римський престол за часів чинного імператора Галлієна. Після невдалої спроби захоплення влади в усій імперії 260 року проголосив себе імператором і заснував де-факто незалежну державу, яка проіснувала 14 років.

## Ранні роки
Про життя Марка Постума відомо небагато, імовірно, він був галлом незнатного походження, що служив у легіонах на кордоні з Німеччиною. Згодом він дослужився до титулу намісника у Верхній і Нижній Німеччині, а з початком смут, імператор Галлієн довірив йому, своєму синові Салоніну і ще декільком полководцям командування німецькими легіонами.
Відбив кілька набігів у 260 році племен алеманів і франків під час відсутності Галлієна, після чого легіонери закликали його здобути римський престол. Постум вступив у відкриту конфронтацію зі Салоніном і командувачем преторіанської гвардії Сільваном. Зібравши війська, Постум осадив Сільвана і Салоніна у місті Колонія Агрипини та після успішного штурму наказав стратити їх обох, а сам оголосив себе імператором. Пізніше він зробив Кельн своєю столицею і спорудив у ньому тріумфальну арку на честь цієї перемоги.
Галлія визнала його владу одразу, наступного року під владу Постума перейшли Британія та Іспанія.

## Правління

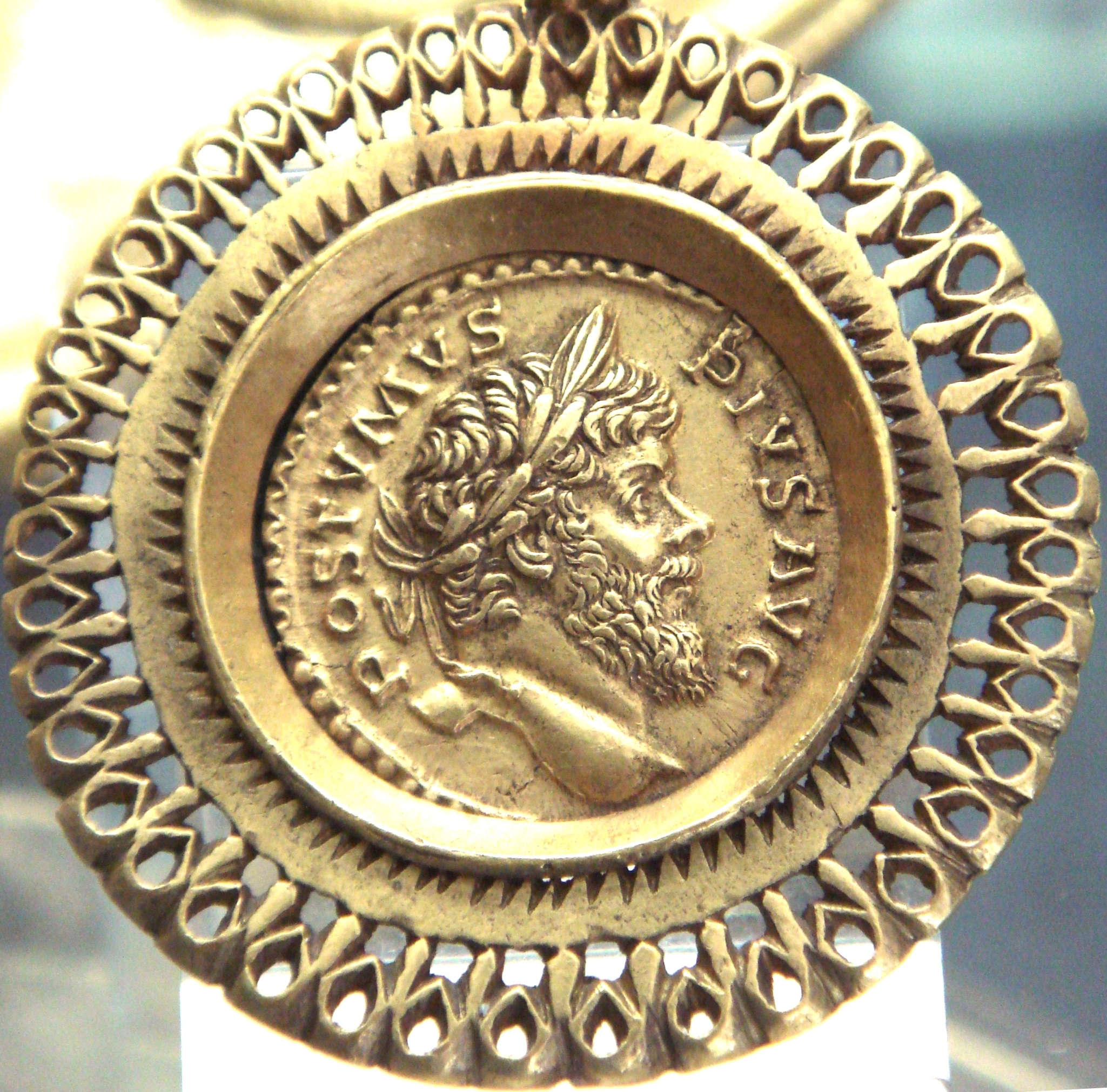
Аурей із зображенням Постума всередині прикраси

Після оголошення імператором Постум був визнаний не тільки своїми особистим військами, але також величезними територіями включаючи Галію, Верхню і Нижню Німеччини, Іспанію та Британію, а також частинами деяких прикордонних провінцій. Назвавши Кельн своєю столицею, Постум організував у ньому повноцінну адміністрацію, яка включала сенат, двох консулів, яких щорічно обирали (сам Постум займав цей пост п'ять разів), преторіанську гвардію. Кельн сильно розширився і був відбудований.
Одним з  джерел інформації щодо правління Постума, є випущені ним монети. Вони були більш переконливими, ніж чинні в цей же час ауреуси Галлієна, і дорогоцінного металу в них містилося більше. Були монети, на яких Постум зображувався в анфас, натомість переважну більшість монет карбували із зображеннями правителів у профіль. На деяких монетах Постум згадується як «Визволитель галлів» (лат. RESTITVTOR GALLIARVM), що загалом узгоджується із заявами Постума про те, що він виконує завдання, покладене на нього Галлієном — захищає Галію.
Чекали на вторгнення Постума і в Італії, проте він не пішов на Рим. Замість цього він створив самостійну Галльську імперію зі столицею в Колонії Агріппіні — зі своїм сенатом і магістратами — зокрема консулами, яких «обирали» щорічно (сам Постум обіймав цю посаду п'ять разів).
261 р. Постум завдав чергової поразки германцям. Тоді ж він відбив чергові атаки німецьких племен на Галлію.
Сам Галлієн, однак, не був задоволений подібним розділом імперії, і 263 року почав кампанію проти Постума. Після загалом успішного початку кампанії в одній із битв Галлієн був серйозно поранений, і йому довелося повернутися назад. Після цього Галлієн звернувся до інших проблемних регіонів своєї імперії і більше не намагався перемогти Постума.
У 260—262 та 267 роках Постум став консулом. Самостійності Галльської імперії Рим так і не визнав. Постум, натомість, поширювати свою владу на південь від Альп так і не наважився. Навіть коли 268 р. повстання під гаслом переходу під владу Постума спалахнуло в Медіолані, він залишив його без підтримки.

## Смерть
Близько 268 року полководець Галлієна Авреолі, який командував тоді військами в Медіолані, відкрито перейшов на бік Постума і навіть почав карбувати монети з його зображенням. Однак Постум не скористався цією можливістю для проникнення на Апеннінський півострів і залишив без підтримки обложеного в Медіолані Авреолі. Того ж або наступного року загроза нависла і над Постумом. Один з його старших воєначальників, Леліан, був проголошений імператором у місті Могонтіак за підтримки місцевих гарнізонів і XXII легіону. Постум зумів швидко осадити Могонтіак і після вдалого штурму стратити Леліана, але і для нього самого ця облога виявилася фатальною. Постум був убитий власним військом, яке збунтувалося, ймовірно, через те, що він заборонив грабувати захоплене місто. Після смерті Постума від імперії відділилася Іспанія і, ймовірно, Британія. Зменшені володіння були успадковані Марком Аврелієм Марієм.
Постум — один із так званих Тридцяти тиранів, згадуваних в Історії Августів.